# Tweede Kamerverkiezingen 1994/Kandidatenlijst/Unie 55+
Dit is de kandidatenlijst voor de Tweede Kamerverkiezingen 1994 van de Unie 55+.

## De lijst
- vet: verkozen
- schuin: voorkeurdrempel overschreden

1. Bertus Leerkes - 63.434 stemmen
2. Henk Scheltens - 2.584
3. Nora Koningsveld-Slager - 2.139
4. Gerard Claus - 769
5. Dick Schakelaar - 436
6. Elly van der Horst-Kock - 1.089
7. Jacques Beelen - 375
8. Guido Abbenhuis - 1.255
9. Aaldrik Damhof - 204
10. Jan Koning - 515
11. Simon de Pee - 350
12. Ed Noordman - 524
13. Jo Inslegers - 205
14. Ger Schriek - 404
15. Ab Berting - 277
16. Ans Bouwmans-Tolsma - 286
17. Jan Palmans - 302
18. Lou van Lochem - 111
19. Aad Perquin - 116
20. Philip de Lange - 183
21. Rinus van Oploo - 220
22. Wim Tax - 148
23. Jan Hummel - 269
24. Dinie Nijhof-Bovenhorst - 133
25. Klaas Rood - 717
26. Albert Hiep - 134
27. Hans Oellers - 121
28. Frans Sakkee - 72
29. Henk Hoevink - 117
30. Jan Brouwer (in kieskringen 1 t/m 5) - 133
31. Arie Bronsveld (in kieskringen 6 t/m 19) - 457

CDA · PvdA · VVD · D66 · GroenLinks · SGP · GPV · RPF · Centrumdemocraten · De Nieuwe Partij · PSP'92 · SP · SAP · Natuurwetpartij · PMR · Unie 55+ · SBP · AOV · CP'86 · Libertarische Partij · De Groenen · Vrije Indische Partij · NCPN · ADP · Solidair '93 · Patriottisch Democratisch Appèl
1994 · 1998